# Ski-Orientierungslauf-Europameisterschaften 2011
Die 6. Ski-Orientierungslauf-Europameisterschaften fanden vom 31. Januar bis 6. Februar 2011 in der Gegend um Lillehammer in Norwegen statt.

## Herren

### Sprint
| Platz | Land | Athlet                | Zeit      |
| ----- | ---- | --------------------- | --------- |
| 1     | SWE  | Peter Arnesson        | 17:04 min |
| 2     | FIN  | Staffan Tunis         | 17:23 min |
| 3     | FIN  | Olli-Markus Taivainen | 17:29 min |
| 4     | RUS  | Andrei Grigorjew      | 17:32 min |
| 5     | SWE  | Erik Rost             | 17:33 min |
| 6     | RUS  | Wadim Tolstopjatow    | 17:36 min |
| 7     | RUS  | Andrei Lamow          | 17:52 min |
| 8     | RUS  | Kirill Wesselow       | 18:02 min |

Sprint: 4. Februar 2011

Titelverteidiger:  Eduard Chrennikow

Länge: 3,7 km

Steigung:

Posten: 15

### Mitteldistanz
| Platz | Land | Athlet               | Zeit      |
| ----- | ---- | -------------------- | --------- |
| 1     | SWE  | Erik Rost            | 48:16 min |
| 2     | FIN  | Staffan Tunis        | 48:19 min |
| 3     | RUS  | Wladimir Bartschukow | 49:42 min |
| 4     | RUS  | Andrei Lamow         | 49:49 min |
| 5     | SWE  | Johan Granath        | 49:51 min |
| 6     | RUS  | Andrei Grigorjew     | 49:51 min |
| 7     | FIN  | Janne Häkkinen       | 49:53 min |
| 8     | SWE  | Martin Hammarberg    | 50:34 min |

Mitteldistanz: 5. Februar 2011

Titelverteidiger:  Eduard Chrennikow

Länge: 10,7 km

Steigung:

Posten: 29

### Langdistanz
| Platz | Land | Athlet                | Zeit      |
| ----- | ---- | --------------------- | --------- |
| 1     | FIN  | Staffan Tunis         | 1:36:08 h |
| 2     | FIN  | Olli-Markus Taivainen | 1:37:14 h |
| 3     | RUS  | Andrei Gruzdew        | 1:38:42 h |
| 4     | BUL  | Stanimir Belomaschew  | 1:39:14 h |
| 5     | CZE  | Ondřej Vodrážka       | 1:39:26 h |
| 6     | RUS  | Andrei Grigorjew      | 1:39:44 h |
| 7     | SWE  | Erik Rost             | 1:40:31 h |
| 8     | RUS  | Andrei Lamow          | 1:40:35 h |

Langdistanz: 2. Februar 2011

Titelverteidiger:  Staffan Tunis

Länge: 20,9 km

Steigung:

Posten: 29

### Staffel
| Platz | Land | Athleten                                                  | Zeit      |
| ----- | ---- | --------------------------------------------------------- | --------- |
| 1     | RUS  | Wladimir Bartschukow Kirill Wesselow Eduard Chrennikow    | 1:35:01 h |
| 2     | FIN  | Janne Häkkinen Olli-Markus Taivainen Staffan Tunis        | 1:35:30 h |
| 3     | SWE  | Johan Granath Peter Arnesson Erik Rost                    | 1:35:36 h |
| 4     | NOR  | Øyvind Watterdal Hans Jørgen Kvåle Lars Hol Moholdt       | 1:38:38 h |
| 5     | SUI  | Gion Schnyder Christian Hohl Christian Spörry             | 1:40:38 h |
| 6     | CZE  | Michal Drobník Jakub Škoda Radek Laciga                   | 1:47:51 h |
| 7     | EST  | Even Toomas Tarvo Klaasimäe Priit Randman                 | 1:50:13 h |
| 8     | LTU  | Regimantas Kavaliauskas Nerijus Šulčys Vitalijus Petrulis | 1:54:19 h |

Staffel: 6. Februar 2011

Titelverteidiger:  Johan Granath, Erik Rost, Peter Arnesson

Länge:

Steigung:

Posten:

## Damen

### Sprint
| Platz | Land | Athletin            | Zeit      |
| ----- | ---- | ------------------- | --------- |
| 1     | RUS  | Tatjana Wlassowa    | 16:07 min |
| 2     | RUS  | Polina Maltschikowa | 16:10 min |
| 3     | SWE  | Josefine Engström   | 16:17 min |
| 4     | FIN  | Hannele Tonna       | 16:38 min |
| 4     | NOR  | Marte Reenaas       | 16:38 min |
| 6     | RUS  | Tatjana Koslowa     | 16:43 min |
| 7     | RUS  | Aljona Trapeznikowa | 17:05 min |
| 8     | FIN  | Liisa Anttila       | 17:12 min |

Sprint: 4. Februar 2011

Titelverteidigerin:  Tatjana Wlassowa

Länge: 3,1 km

Steigung:

Posten: 12

### Mitteldistanz
| Platz | Land | Athletin               | Zeit      |
| ----- | ---- | ---------------------- | --------- |
| 1     | NOR  | Marte Reenaas          | 39:36 min |
| 2     | RUS  | Polina Maltschikowa    | 39:58 min |
| 2     | RUS  | Tatjana Koslowa        | 39:58 min |
| 4     | RUS  | Tatjana Wlassowa       | 40:14 min |
| 5     | FIN  | Liisa Anttila          | 40:14 min |
| 6     | SWE  | Kajsa Richardsson      | 40:16 min |
| 7     | NOR  | Stine Olsen Kirkevik   | 40:26 min |
| 8     | RUS  | Anastasia Krawtschenko | 41:18 min |

Mitteldistanz: 5. Februar 2011

Titelverteidigerin:  Tatjana Wlassowa

Länge: 7,7 km

Steigung:

Posten: 18

### Langdistanz
| Platz | Land | Athletin                | Zeit      |
| ----- | ---- | ----------------------- | --------- |
| 1     | SWE  | Helene Söderlund        | 1:28:45 h |
| 2     | RUS  | Tatjana Wlassowa        | 1:30:28 h |
| 3     | RUS  | Tatjana Koslowa         | 1:32:09 h |
| 4     | NOR  | Marte Reenaas           | 1:33:07 h |
| 5     | SWE  | Josefine Engström       | 1:35:11 h |
| 6     | FIN  | Liisa Anttila           | 1:35:31 h |
| 7     | RUS  | Maria Ketschkina        | 1:36:15 h |
| 8     | RUS  | Anastasija Krawtschenko | 1:37:42 h |

Langdistanz: 2. Februar 2011

Titelverteidigerin:  Marte Reenaas

Länge: 14,7 km

Steigung:

Posten: 21

### Staffel
| Platz | Land | Athletinnen                                                  | Zeit      |
| ----- | ---- | ------------------------------------------------------------ | --------- |
| 1     | RUS  | Anastasija Krawtschenko Maria Ketschkina Aljona Trapeznikowa | 1:27:19 h |
| 2     | SWE  | Kajsa Richardsson Josefine Engström Helene Söderlund         | 1:28:16 h |
| 3     | NOR  | Marianne Mellbye Larsen Stine Olsen Kirkevik Marte Reenaas   | 1:30:06 h |
| 4     | FIN  | Laura Kempas Hannele Tonna Liisa Anttila                     | 1:30:32 h |
| 5     | CZE  | Hana Hančíková Simona Karochová Helena Randáková             | 1:42:01 h |
| 6     | SUI  | Carmen Strub Ladina Lechner Michelle Ruppenthal              | 2:00:30 h |
| 7     | UKR  | Jewgenija Jaremenko Maria Makodseba Oleksandra Parchomenko   | 2:38:05 h |

Staffel: 6. Februar 2011

Titelverteidigerinnen:  Åsa Zetterberg-Eriksson, Josefine Engström, Helene Söderlund

Länge:

Steigung:

Posten:

## Medaillenspiegel
| Platz | Land     | Gold | Silber | Bronze | Gesamt |
| ----- | -------- | ---- | ------ | ------ | ------ |
| 1     | Russland | 3    | 4      | 3      | 10     |
| 2     | Schweden | 3    | 1      | 2      | 6      |
| 3     | Finnland | 1    | 4      | 2      | 7      |
| 4     | Norwegen | 1    | –      | –      | 1      |

## Erfolgreichste Teilnehmer
| Platz | Athlet/in            | Gold | Silber | Bronze | Gesamt |
| ----- | -------------------- | ---- | ------ | ------ | ------ |
| 1     | Staffan Tunis        | 1    | 3      | –      | 4      |
| 2     | Tatjana Wlassowa     | 1    | 1      | –      | 2      |
| 2     | Helene Söderlund     | 1    | 1      | –      | 2      |
| 4     | Peter Arnesson       | 1    | –      | 1      | 2      |
| 4     | Wladimir Bartschukow | 1    | –      | 1      | 2      |
| 4     | Marte Reenaas        | 1    | –      | 1      | 2      |
| 4     | Erik Rost            | 1    | –      | 1      | 2      |